# Kommission für Anlagensicherheit
Die Kommission für Anlagensicherheit (KAS) ist ein unabhängiges Gremium zur Beratung der deutschen Bundesregierung oder des zuständigen Bundesministeriums in Fragen der Sicherheit von Anlagen im Sinne des Bundes-Immissionsschutzgesetzes (BImSchG). Die Kommission für Anlagensicherheit ist das Nachfolgegremium der Störfall-Kommission (SFK) und des Technischen Ausschusses für Anlagensicherheit (TAA).
Die Mitarbeit in der KAS und ihren Untergremien ist ein persönliches Ehrenamt. Eine Vertretung ist daher nicht möglich.

## Aufgaben der Kommission
Die Aufgaben der KAS sind in § 51a BImSchG geregelt. Zu ihnen gehört das gutachtliche Aufzeigen von Möglichkeiten zur Verbesserung der Anlagensicherheit. Dies erfolgt in regelmäßigen Zeitabständen sowie aus besonderem Anlass. Darüber hinaus schlägt die KAS dem Stand der Sicherheitstechnik entsprechende Regeln (sicherheitstechnische Regeln, Technische Regeln für Anlagensicherheit – TRAS) unter Berücksichtigung der für andere Schutzziele vorhandenen Regeln vor. Nach Anhörung der für die Anlagensicherheit zuständigen obersten Landesbehörden kann das Bundesministerium für Umwelt, Klimaschutz, Naturschutz und nukleare Sicherheit diese Regeln im Bundesanzeiger veröffentlichen. Die Kommission für Anlagensicherheit überprüft innerhalb angemessener Zeitabstände, spätestens nach jeweils fünf Jahren, ob die veröffentlichten sicherheitstechnischen Regeln weiterhin dem Stand der Sicherheitstechnik entsprechen. Die KAS erarbeitet und veröffentlicht auch Leitfäden, Berichte und Arbeitshilfen zu Themen der Anlagensicherheit. Darüber hinaus wertet sie sicherheitstechnisch relevante Ereignisse und die Berichte der Sachverständigen nach § 29a BImSchG aus.

## Zusammensetzung
In die Kommission für Anlagensicherheit (KAS) beruft das Bundesministerium für Umwelt, Klimaschutz, Naturschutz und nukleare Sicherheit (BMUKN) im Einvernehmen mit dem Bundesministerium für Arbeit und Soziales (BMAS) neben Vertretern der beteiligten Bundesbehörden sowie der für den Immissions- und Arbeitsschutz zuständigen Landesbehörden, insbesondere Vertreter
- der Wissenschaft,
- der Umweltverbände,
- der Gewerkschaften,
- der Sachverständigen nach § 29a BImSchG,
- der zugelassenen Überwachungsstellen nach § 2 Nummer 4 des Gesetzes über überwachungsbedürftige Anlagen (ÜAnlG),
- der Unfallversicherungsträger,
- der beteiligten Wirtschaft,
- des Ausschusses für Betriebssicherheit,
- des Ausschusses für Gefahrstoffe.

Die Kommission für Anlagensicherheit setzt sich in der laufenden 7. Berufungsperiode aus 25 Mitgliedern zusammen. Die aktuelle Vorsitzende ist Katharina Löwe von der Bundesanstalt für Materialforschung und -prüfung (BAM).
Eine Wiederwahl für den Vorsitz in der KAS ist, laut der Geschäftsordnung der KAS, nur einmal möglich.
Eine Berufungsperiode dauert drei Jahre. Eine erneute Berufung in die KAS oder in eines der Untergremien ist möglich.
Die 5. Berufungsperiode der KAS wurde vom BMU wegen der Corona-Pandemie um ein Jahr verlängert, da Sitzungen in Präsenz nicht möglich waren.

## Vorsitzende der Kommission
- 2005–2011: Christian Jochum
- 2011–2017: Thomas Schendler
- 2017–2024: Stephan Kurth
- seit 2024: Katharina Löwe